# 小孩堤防
51°53′N 4°38′E / 51.883°N 4.633°E
金德代克是荷兰西部南荷兰省的一个村庄，部分属于新莱克兰（Nieuw-Lekkerland），部分属于阿尔布拉瑟丹，距鹿特丹东面15公里。
金德代克坐落在莱克河与诺德河交汇处，为了排出水，1740年建立一个由19座风车组成的系统，是荷兰最大的风车系统。小孩堤防风车群已成為成为荷兰最知名的景点之一，于1997年列入联合国科教文组织世界遗产名录。

## 得名
关于小孩堤防（Kinderdijk）的得名历史有许多故事。最初这个村庄的名字是“埃尔斯豪特”（Elshout）。
1.最著名的有关小孩堤防得名的故事上溯至1421年，大圣伊丽莎白洪水（St. Elisabethsvloed）中。在1421年的圣伊丽莎白洪水中，Grote Hollandse Waard被洪水淹没，而阿尔布拉瑟瓦尔德（Alblasserwaard）圩田则幸免于洪水。当最糟糕的风暴过去后，洪水消退之时，有人去这两个地区之间的堤防（levee）察看有什么东西可以抢救回来。他看见远处有个木制的摇篮漂浮着。没人指望里面会有什么东西活着，但当它漂近时，有人看见它在摇动。当摇篮漂得更近时，有人看见一只猫在里面跳来跳去试图使它保持平衡，以防止水进入摇篮。当摇篮最终靠近堤防时，有人钓起它并发现里面有一个安静熟睡的未见水痕的婴儿。在一些版本的故事中，猫使其平衡并漂浮。这个民间故事和传奇已经被发表在一本英文书"The Cat and the Cradle"(Meder 2007; Griffis, 1918)中。
2.另一个故事说，小孩堤防是因由童工修造而得名。
3.还有一个故事说，过去有位Jan住在一个离这里很近的大住宅里。Jan有许多孩子，所以被称为“Jan der Kindere”（小孩的Jan）。后来，人们将他住过的这片地方称为“小孩堤防”（Kinderdijk）。
4.又有一个解释是该堤防比周围其他的堤防要矮。这个较小的堤防就被称作“小孩”了。

## 风车群
小孩堤防的风车群1997年列入了联合国教科文组织的世界遗产名录。这19座风车，呈风车步间（molengang）的形式，是一个观光地。其中一个靠近小孩堤防村（the village of Kinderdijk）的风车在夏季供游客参观。游客可步行或骑自行车参观这成排的风车。